# Этьен III (граф Осона)
Этьен (Стефан) III (фр. Étienne III d’Auxonne; ок. 1172 — 16 марта 1241) — граф Осона в 1173—1237 годах, по правам жены в 1192—1198 годах граф Шалона-на-Соне.
Сын Этьена II д’Осона (ум. 1173) и Юдит Лотарингской. До женитьбы (1186 год) находился под опекой дяди — Жирара, графа Макона и Вьенна.
Претендовал на пфальцграфство Бургундия, и чтобы упрочить свои позиции, в 1197 году признал себя ленником герцога Бургундии Эда III.
После смерти пфальцграфа Оттона I пытался женить на его наследнице Беатрикс своего сына. Однако её дядя король Филипп Швабский выдал племянницу замуж за Оттона Андекс-Меранского.
Во время свадьбы Филипп Швабский был убит (1208 год). Воспользовавшись этим, Этьен III развязал войну с Оттоном. 18 октября 1211 года был заключен мирный договор на выгодных для графа Осона условиях. В том числе он получил право носить титул графа Бургундии.
После того, как в 1212 году императором был избран Фридрих II, обстоятельства изменились в пользу Оттона Андекс-Меранского. Он возобновил войну, которая продолжалась до 1227 года. После того, как Оттона поддержал Тибо IV Шампанский (1225), проигравшей стороной стал Этьен Осонский — он отказался от всех притязаний на пфальцграфство и признал себя вассалом своего противника.
В 1237 году Этьен, бывший уже в преклонном возрасте, удалился в замок Марне, где жил у своей дочери Беатрикс, оставив сыну Осон. Тот с согласия отца обменял его вместе с унаследованным от матери графством Шалон герцогу Бургундии Гуго IV на сеньорию Сален.

## Семья
Первая жена (1186, развод 1197/1199) — Беатрикс де Тьер (ум. 1227), дочь и наследница графа Шалона Гильома II. Дети:
- Агнесса (ум. 1223), муж — Ришар III де Монфокон, граф Монбельяра
- Клеменция (ок. 1190 — после 1235), муж — герцог Бертольд V Церинген
- Жан Мудрый (ок. 1190—1267), граф Шалона
- Беатрикс (ум. 1261), 1-й муж — Эмон II де Фосиньи, 2-й муж — Симон де Жуанвилль.

Вторая жена (свадьба 1196/1198 (ещё при первой жене)) — Бландина де Сикон (ум. после 1208). Сын:
- Этьен, сеньор д’Уасле.

Третья жена (свадьба до 1212) — Агнесса де Дрё (ум. 1258), дочь графа Роберта II де Дрё.